# Scott Schoeneweis
Scott David Schoeneweis (2 outubro de 1973) é um jogador profissional de beisebol norte-americano.

## Carreira
Scott Schoeneweis foi campeão da World Series 2002 jogando pelo Anaheim Angels. Na série de partidas decisiva, sua equipe venceu o San Francisco Giants por 4 jogos a 3.